# ФК Питерборо јунајтед
ФК Питерборо јунајтед (енгл. Peterborough United F.C.) је фудбалски клуб из Питербороа у Енглеској. Основан је 1934. године и игра на стадиону Лондон роуд, капацитета 14.640 места.

## Успеси
- ФА куп
  - Четвртфинале (1): – 1964/65.

- Лига куп Енглеске
  - Полуфинале (1):  1965/66.